# R-7 Semiorka

Prototipo inicial del R-7.

El R-7 Semiorka (en ruso: Р-7 Семёрка, designación GRAU: 8K71, designación OTAN: SS-6 Sapwood) fue un misil soviético. Fue el primer misil balístico intercontinental, desplegado durante la Guerra Fría, de 1959 a 1968. Una versión modificada de este cohete se utilizó para poner en órbita el Sputnik, el primer satélite artificial, y fue la base a partir de la cual se desarrolló la familia de lanzadores soviéticos Soyuz, Molniya, Vostok y Vosjod. Su nombre en ruso significa «el séptimo».

## Descripción
El R-7 medía 28 m de longitud, sin contar la carga útil; 2,95 m de diámetro en su cuerpo central y 10,3 m de diámetro en su base, incluyendo los cohetes auxiliares. Su peso era de 280 t y podía transportar una carga máxima de 5,5 toneladas en la versión R-7 y de 3,7 en la versión R-7A.

Constaba de dos etapas, que en la práctica eran en realidad una etapa y media, ya que el cuerpo central monoetapa del cohete era auxiliado durante el despegue por cuatro boosters situados simétricamente, en forma de cruz, en su base. Todos los propulsores se encendían a la vez en el momento del despegue y los cohetes auxiliares se desprendían en vuelo una vez que se había agotado su combustible.

Este ICBM estaba impulsado por motores cohete alimentados con oxígeno líquido (LOX) y queroseno, y era capaz de transportar una carga de 5,5 toneladas de peso a una distancia de 8 800 km, con un error circular probable de 5 km. El cuerpo principal contaba con un motor RD-108 con cuatro cámaras de combustión fijas, que era capaz de proporcionar un empuje de 813 kN (183 klbf) al despegue. Para las maniobras y el control de trayectoria estaba equipado con otras cuatro toberas orientables, alimentadas por el mismo motor. Cada uno de los cuatro propulsores auxiliares estaba equipado con un motor RD-107 y dos toberas orientables (propulsores vernier).

El sistema de control de vuelo estaba dotado de un sistema de guía inercial, con control de radio para los propulsores vernier.

## Desarrollo

Familia R-7.

El trabajo de diseño fue iniciado por Serguéi Koroliov en el OKB-1 (Oficina de Diseños Experimentales) de Kaliningrado y debía cumplir los requisitos de un misil de dos etapas, de 170 toneladas de peso máximo, un alcance de 8 000 km y capaz de transportar una ojiva de 3 toneladas. Los trabajos de diseño se iniciaron en febrero de 1953 y culminaron en mayo de 1954.

El primer lanzamiento de prueba, con el código 8K71, se realizó el 15 de mayo de 1957 desde el cosmódromo de Baikonur. Debido a un fallo ocurrido en uno de los propulsores a los 98 segundos de vuelo, el cohete se destruyó y sus restos cayeron a 400 km del lugar de lanzamiento. El 12 de julio se realizó un segundo lanzamiento que también terminó en fracaso al producirse un cortocircuito que activó el sistema de separación de los propulsores a los 33 segundos de vuelo. El tercer lanzamiento, realizado el 21 de agosto, fue un éxito y el misil realizó un vuelo de 6 000 km, hasta impactar con la superficie terrestre en la península de Kamchatka. El 26 de agosto la agencia de noticias TASS anunció el lanzamiento con éxito del nuevo misil.
Una versión modificada de este misil puso en órbita el Sputnik 1, el 4 de octubre de ese año; y el Sputnik 2, el 3 de noviembre siguiente.
Después de muchas pruebas, se realizaron varias modificaciones que no se completaron hasta diciembre de 1959. El desarrollo dio como resultado el 8K74, que contaba con un nuevo sistema de navegación y motores más potentes que permitían un alcance de 12 000 km, con una carga útil de 5 370 kg. También se modificó la cabeza de combate. La ojiva nuclear fue probada sin el cohete en Nueva Zembla en octubre de 1957, con un rendimiento estimado de 2,9 megatones.
El 8K71 y el 8K74 fueron fabricados con las designaciones R-7 y R-7A. Los misiles fueron desplegados de manera operativa en 1962 y se mantuvieron en servicio hasta 1968. No obstante, su uso primordial fue el de la investigación y desarrollo espacial, siendo el punto de partida del que surgirían los lanzadores Vostok, Vosjod y Soyuz.

## Historia operativa
El primer misil estratégico fue declarado operacional el 9 de febrero de 1959 en el cosmódromo de Plesetsk. El 15 de diciembre de 1959 se probó el misil R-7 por primera vez en su versión militar. Antes del lanzamiento del cohete, este se llevaba a la rampa de lanzamiento sobre una cureña ferroviaria, se erguía, se llenaban los depósitos de propergoles y se realizaba el lanzamiento. Todo el proceso, incluyendo los preparativos, duraba más de diez horas, mientras que el tiempo máximo de espera en condición de disparo era de solo una hora.
El R-7 está considerado un fracaso como arma, ya que solo se mantuvieron seis cohetes de manera operativa en todo momento: cuatro en Plesetsk y dos en Baikonur, en Kazajistán. Su precisión era muy deficiente y el costo del sistema prohibitivo, pero fue el primer misil ICBM construido para atacar a Estados Unidos y Europa con armas nucleares.
Al no estar diseñados para facilitar su producción en masa, su proceso de construcción era difícil, lento y costoso. La construcción y mantenimiento de los silos de lanzamiento, ubicados en áreas muy remotas, y las enormes infraestructuras necesarias para producir y reponer el necesario suministro de oxígeno líquido suponían también unos costes inasumibles. 
A todos estos problemas se les añadieron los vuelos de los aviones espía U-2 sobre territorio soviético durante la primera década de los años 60, que pusieron de manifiesto la imposible tarea de ocultar los extensos complejos de lanzamiento y su vulnerabilidad en caso de guerra nuclear. 
El 12 de septiembre de 1960 se aprobó el empleo de la modificación R-7A. No obstante, los cambios realizados no consiguieron mejorar de forma significativa su rendimiento como arma. En 1962, en el momento de la crisis de los misiles de Cuba solo estaban operativos varias decenas de R-7 y R-7A, y a finales de 1968 todos fueron retirados del servicio, por la entra de un nuevo misil ICBM.
Sin embargo, el R-7 y sus diseños derivados han tenido una prolífica vida operativa en el ámbito civil. Entre 1957 y 2005 han sido los vectores utilizados para poner en órbita 1705 satélites, con tan solo 76 fracasos, lo que lo convirtió en uno de los lanzadores más seguros, con una tasa de éxito del 95,54 %.

## Datos técnicos

Dibujo de un R-7 y detalle de la modificación a R-7A.

### Etapa 0
- Disposición: 4 x R-7 8K71-0
- Masa total: 43 100 kg
- Masa vacío: 3500 kg
- Empuje: 971 kN
- Isp: 306 s
- Tiempo de combustión: 120 s
- Diámetro: 2,68 m
- Envergadura: 2,68 m
- Longitud: 19 m
- Combustible: queroseno
- Comburente: oxígeno líquido (LOX)
- Motor principal: 1 x RD-107-8D74
- Vernier: 2 x S1.35800 (30 kN)

### Etapa 1
- Disposición: 1 x R-7 8K71-1
- Masa total: 95 300 kg
- Masa vacío: 7500 kg
- Empuje: 912 kN
- Isp: 308 s
- Tiempo de combustión: 330 s
- Diámetro: 2,99 m
- Envergadura: 2,99 m
- Longitud: 28 m
- Combustible: queroseno
- Comburente: oxígeno líquido (LOX)
- N.º de motores: 1 x RD-108-8D75
- Vernier: 4 x S1.35800 (30 kN)